# Hirschhornklippen

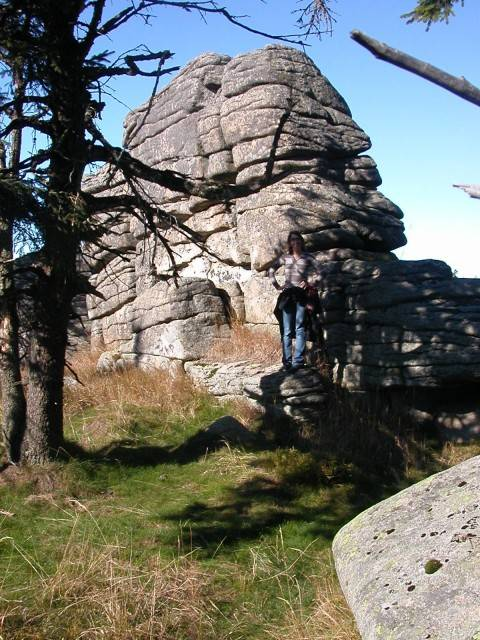
Hirschhornklippen

Die Hirschhornklippen (auch Hirschhörner) sind eine Felsformation im Harz in Sachsen-Anhalt.
Die Hirschhornklippen als Teil der Harzklippen befinden sich am Königsberg oberhalb des Bahnhofs Goetheweg wenige hundert Meter südlich des Brockens. Der höchste Punkt dieser Felsengruppe erreicht eine Höhe von 1023 m. Politisch liegen die Klippen im Gemeindegebiet der Stadt Wernigerode im Landkreis Harz.
Das Gebiet liegt in der Kernzone des Nationalparks Harz und ist daher heutzutage, da nicht durch Wege erschlossen, nicht mehr öffentlich zugänglich. Die Klippen selbst sind als geologisches Naturdenkmal ausgewiesen.

## Geschichte
Die Klippen werden 1571 erstmals urkundlich an den Hirsch Hornern erwähnt. 1587 heißt es zwischen den Hartzhernern und dem Könnigesbergk, 1667 unter den Hirschhören, 1709 die Hirschhörner und 1725 Hirschhornerklippe.
Unmittelbar zwischen den Hirschhornklippen verlief seit Beginn des 18. Jahrhunderts nach mehreren Irrungen die Grenze zwischen der Grafschaft Wernigerode und dem Amt Harzburg des Herzogtums Braunschweig. Daran erinnert noch ein in den Fels gehauenes Grenzkreuz und eine Grenzmarkierung.
Aufgrund ihres eigenartigen Aussehens waren die Klippen einst ein beliebtes Ausflugsziel für Brockenwanderer.

## Einzelnachweise

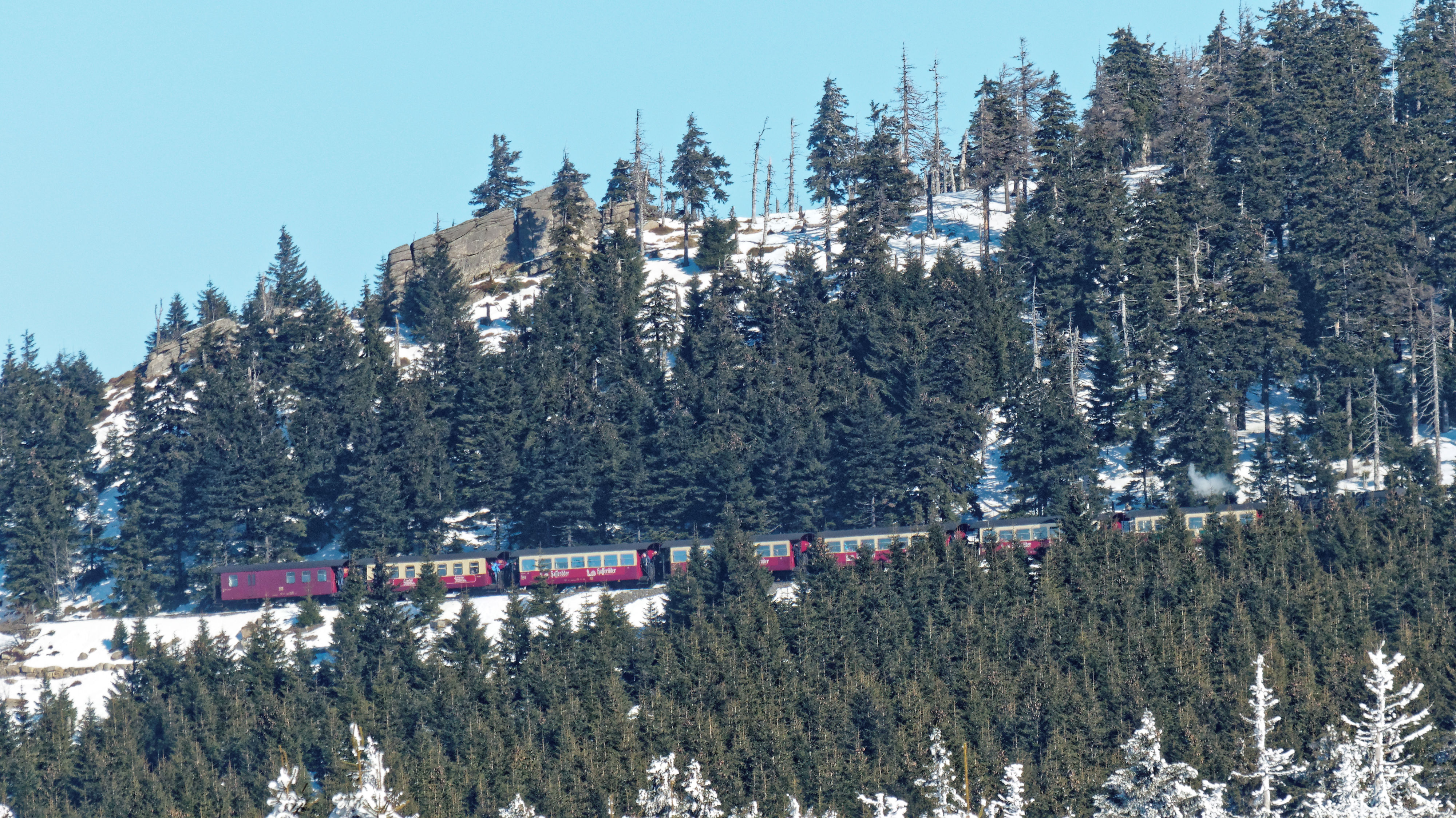
Fernblick von Westen auf die Klippen
Karte des Grenzverlaufs an den Hirschhornklippen 1910
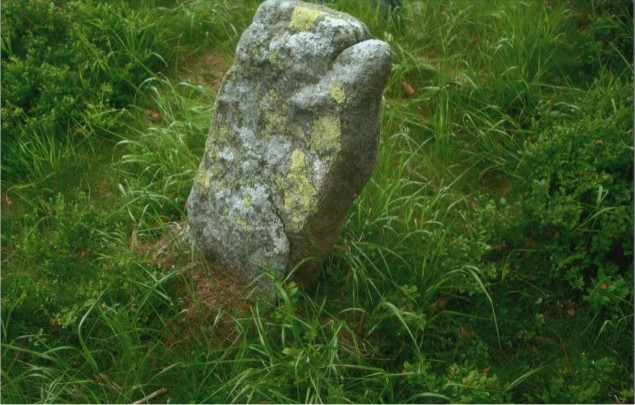
Alte Grenzmarkierung an den Hirschhornklippen